# Andragacij
Andragacij  (latinsko Andragathivs, grško starogrško Ανδραγατιον [Andragation]) je bil magister equitum uzurpatorja Magna Maksima, * ni znano, † 388.

## Življenjepis
Rojen je bil ob Črnem morju.
Za magistra equitum je bil imenovan leta 383 po uporu Magna Maksima in njegovi razglasitvi za rimskega cesarja. Po Maksimovem vdoru v Galijo in porazu cesarja Gracijana v bitki pri Parizu je dobil nalogo, da ga najde in ubije  pobeglega cesarja. Gracijan se je zatekel v Lugdunum, kjer so ga z zvijačo ujeli in 25. avgusta istega leta usmrtili. 
Po Maksimovem porazu in usmrtitvi je naredil samomor s skokom v morje.